# Fritz Haber

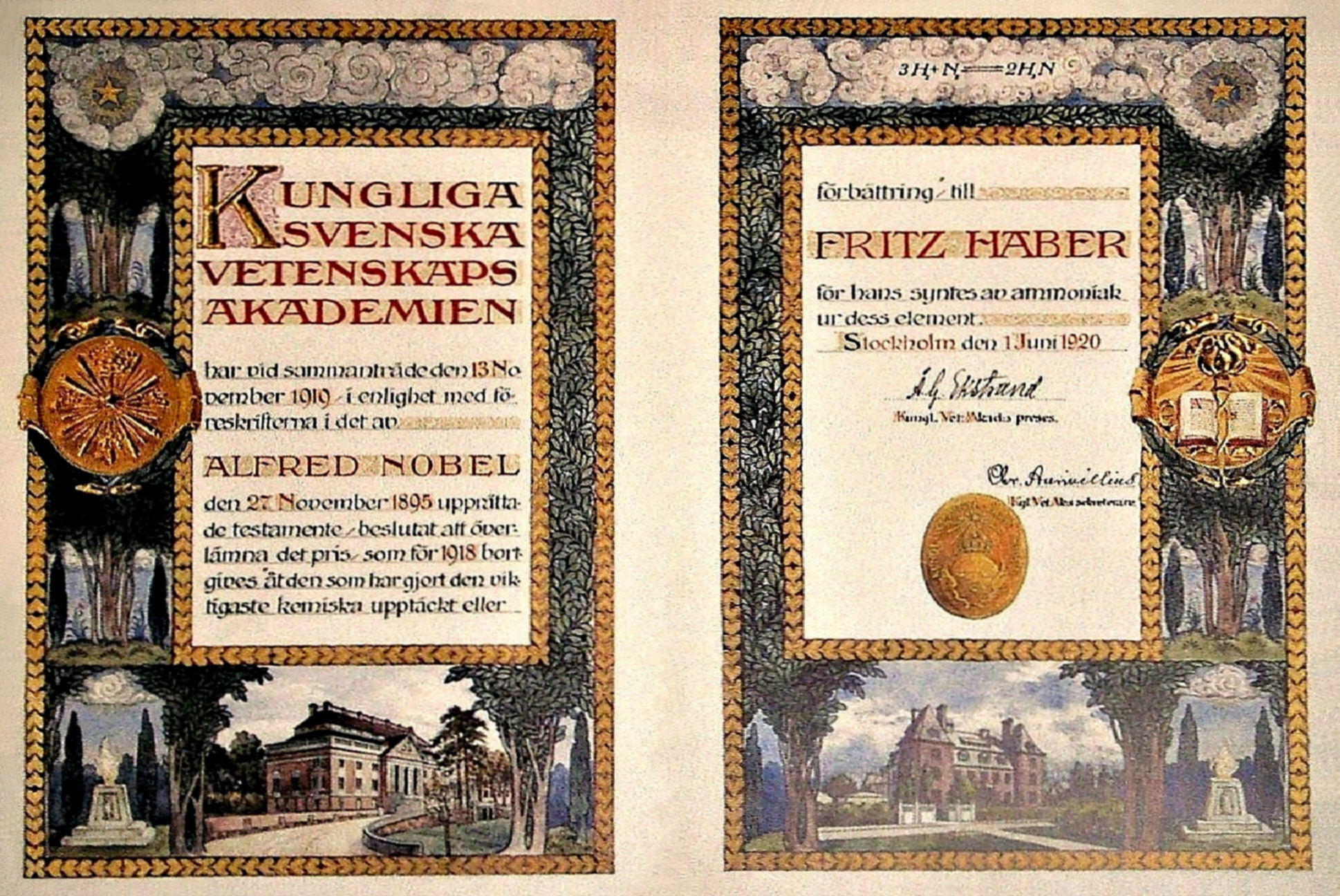
Fritz Haber Nobel-diplomája

Fritz Haber (Wrocław, 1868. december 9. - Bázel, 1934. január 29.) Nobel-díjas német kémikus, az alkalmazott kémiában való munkálkodása jelentősen befolyásolta a világ történelmét. A „vegyiháború atyjaként” is szokták emlegetni.

## Élete, munkássága
Sziléziai zsidó családban született; édesapjának kereskedése volt, édesanyja születése után három héttel meghalt. 1893-ban édesapja nemtetszésével dacolva a protestáns egyházhoz csatlakozott.

### Fiatal évei
Széles körű oktatásban részesült, klasszikus nyelveket is tanult, majd beiratkozott a Berlini Egyetemre (1886), hogy kémiát tanuljon. Később Heidelbergben, majd a Berlini Műszaki Egyetemen folytatta tanulmányait. A doktori címét szerves kémiából Karl Liebermann irányítása alatt 1891-ben szerezte meg. Disszertációjának megvédése után eleinte nem talált magának megfelelő állást, így egy ideig különböző vegyi üzemekben és főiskolákon dolgozott, sőt utazó üzletkötő is volt apja festékkereskedésében.
1892 őszén Ludwig Knorr laboratóriumában, Jénában kapott egy egyszerű állást, majd 1894-ben Karlsruhéban, az akkori Műszaki Főiskolán kezdett el dolgozni asszisztensként. Karlsruhéban tért át a szerves kémiáról a fizikai kémiára. Fontos publikációt írt a szénhidrogének részekre bontásáról és a részek oxidálásáról. Legfontosabb kutatási területévé apránként az elektrokémia vált. Áttanulmányozta a szakirodalmat és az ipari kísérletek eredményeit, és ezeket összegezve írt könyvet „A technikai elektrokémia vázlata elméleti alapokon” címmel. Ebben a könyvében az elmélet és a gyakorlat egységét vázolja.

### Az ammóniaszintézis
A 20. század elején Haber figyelme a „nitrogén-probléma” felé fordult. A 19. század végére egyre nagyobb gonddá vált a növekvő népesség élelmiszer-ellátása. Kiderült, hogy a terméshozamok növelésének fő akadálya a termőtalajok nitrogéntartalmának elégtelensége. A Dél-Amerikából szállított nátrium-nitrát (chilei salétrom) messze nem volt elég, egyre nagyobb igény volt nitrogéntartalmú műtrágyára. Világos volt, hogy a levegő nitrogénjéből kellene nitrátvegyületet előállítani. Haber eleinte légköri nyomáson próbált nitrogénből ammóniát szintetizálni; eredménytelenül. Rájött, hogy az ipari méretű ammóniaszintézishez kb. 200 atmoszféra nyomás, megfelelő hőmérséklet és vas katalizátor kell; ezzel lefektette az ammóniaszintézis alapelveit.
Az ammóniaszintézis folyamatát 1909 júliusában mutatta be a Badische Anilin & Soda Fabrik cégnek (BASF). A szintézis energetikai problémáinak megoldását a BASF, illetve Carl Bosch kémikus vállalta. Biztosították hozzá az olcsó katalizátort és a nagynyomású reaktort. 1914-től a BASF Ludwigshafenben már napi 20 tonna ammóniát állított elő.
Az ammóniaszintézis hírnevet és gazdagságot hozott Habernek. A BASF cég az előállított ammóniáért jutalékot adott Habernek, aki így hamarosan multimilliomos lett.

## A Fizikai Kémiai és Elektrokémiai Intézet
1912-től a külön számára, egy ipari alapítvány pénzéből létrehozott Vilmos Császár Fizikai Kémiai és Elektrokémiai Intézetet igazgatta Dahlemben. Itt a világ egyik legjobban felszerelt laboratóriumát rendezték be neki. Vagyonából nagy, díszes villát épített a szomszédos telken.
Vilmos császár erőteljesen szorgalmazta, hogy a vegyészek dolgozzanak ki valamiféle eljárást a szénbányákban felgyülemlő metán (sújtólég) (előre)jelzésére. Haber egy úgynevezett sújtólégsípot fejlesztett ki, aminek hangmagassága a metán felszaporodásával megváltozott.

### Az első világháborúban
Az első világháború kezdetével új korszak kezdődött Haber életében is: hazafias érzelmektől táplálva felajánlotta szolgálatait az akkori kormánynak családja tiltakozása ellenére. Csatlakozott a "Kémiai Hadászati Szolgálathoz" (Strategischdienst für Chemie), amelynek 1916-ban igazgatója lett. Haber ammóniaszintézise elősegítette a salétromsav, továbbá különböző robbanóanyagok (nitroglicerin, lőgyapot, nitrocellulóz) gyártását: elkezdődött a gázfegyverek kifejlesztése. Ez volt az első eset, hogy kémiai szintézist katonai célokra használtak fel. Intézete a hadsereg számára titkos kutatásokat végzett. A klórgázzal végzett kísérleteket egy üzemi baleset igazolta, amelynek következtében a kiszabadult mérges gáz saját munkatársának fulladásos halálát okozta.
Haber maga irányította a klórgáz első hadászati bevetését 1915-ben az Ypern melletti ütközetben, de 1917-től a németek megtiltották a gáz támadó fegyverként történő alkalmazását. Németországot, mint a gázfegyverek első alkalmazóját és Habert, mint a gázfegyverek gyártóját sok kritika és támadás érte a polgári és tudományos sajtó részéről egyaránt.
Felesége, Clara Immerwahr, akivel Haber 1901-ben kötött házasságot, mélyen elítélte férje militarista alapállását, amely szerint a tudományt a tömeggyilkosság eszközévé tette, 1915-ben öngyilkosságot követett el.
Haber a vesztes háború után attól tartott, hogy háborús bűnösként felelősségre vonják, ehelyett 1918-ban (erősen vitatott) kémiai Nobel-díjat kapott a háború előtti munkásságáért, a műtrágya gyártását lehetővé tevő ammóniaszintézisért.

### A háború után
Haber a háború után is aktívan részt vett a fizikai-kémia kutatásaiban. Újra szervezte a háborúban lerombolt laboratóriumát, nagy tudású munkatársakat, tudósokat gyűjtött maga köré. Haber jelentős anyagi támogatást kapott a nagyipartól kísérleti és adminisztrációs célokra. 1923-ban Polányi Mihályt bízta meg a Kaiser Wilhelm Institut für physikalische Chemie und Elektrochemie egyik osztályájának irányításával.
1933 nyarán – a nemzeti szocialisták hatalomra jutása után - Haber elhagyta Németországot, beutazta Európát, majd Svájcban találkozott a cionista Háim Weizmann-nal, aki állást kínált neki egy újonnan alapított kutatóintézetben, az akkori Brit Palesztin Mandátum területén. Nem sokkal halála előtt Sir William Pope meghívására Angliába (Cambridge) utazott, hogy egyetemi előadásokat tartson.

## Jellemzése
A meggazdagodott Haber a szó szoros értelmében ragyogó koponya volt: fejét kopaszra borotválta és kefebajuszt növesztett. Kerek, szarukeretes szemüveget viselt és választékosan öltözködött. Csak a legfinomabb ételeket és italokat fogyasztotta — de a házassága „maga volt a pokol”.